# 福井市議会
福井市議会（ふくいしぎかい）は、福井県の県庁所在地である福井市に設置されている地方議会である。

## 概要

### 任期
4年

### 定数
32人

### 所在地
福井県福井市大手三丁目10番1号
福井市役所本庁舎7階

### 委員会
- 議会運営委員会

#### 常任委員会
- 総務常任委員会
- 建設常任委員会
- 教育民生常任委員会
- 経済企業常任委員会

#### 特別委員会
- 予算特別委員会
- 決算特別委員会
- 北陸新幹線開業効果最大化対策特別委員会

### 定例会
- 年4回実施[3][4]
  - 3月
  - 6月
  - 9月
  - 12月

### 事務局
- 議会事務局
  - 庶務課
    - 庶務係
    - 議員受付係
    - 運転業務係

  - 議事調査課
    - 議事調査係

## 会派
- 加藤貞信が2023年12月11日付で辞職したため、欠員1[5]。

| 会派名     | 議席数 | 所属党派                        | 議員名（◎は代表者）                                                                                                   | 女性議員数 | 女性議員の比率（％） |
| ---------- | ------ | ------------------------------- | --- | ---------- | -------------------- |
| 一真会     | 13     | 自由民主党5 無所属8             | ◎見谷喜代三 堀江廣海 寺島恭也 榊原光賀 皆川信正 青木幹雄 今村辰和 八田一以 池上優徳 葛野早智代 浦上逸人 漆﨑與 佐野弘 | 1          | 7.69                 |
| 新政会     | 5      | 自由民主党3 無所属2             | ◎田中義乃 藤田諭 野嶋祐記 奥島光晴 伊藤洋一                                                                           | 0          | 0                    |
| 市民クラブ | 5      | 立憲民主党1 国民民主党1 無所属3 | ◎玉村正人 酒井良樹 村田耕一 髙田稔浩 堀川秀樹                                                                         | 0          | 0                    |
| 公明党     | 3      | 公明党                          | ◎下畑健二 菅生敬一 津田かおり                                                                                         | 1          | 33.33                |
| 日本共産党 | 2      | 日本共産党                      | ◎鈴木正樹 山田文葉 | 1          | 50                   |
| 無所属     | 2      | 参政党1 無所属2                 | 近藤實 岩佐武彦 宮岡勝也                                                                                              | 0          | 0                    |
| 合計       | 31     |                                 | | 3          | 9.67                 |

## 議員報酬等
| 役職   | 議員報酬        | 政務活動費  |
| ------ | --------------- | ----------- |
| 議長   | 月額 74万0000円 | 月額 15万円 |
| 副議長 | 月額 67万0000円 | 月額 15万円 |
| 議員   | 月額 63万0000円 | 月額 15万円 |

- 別途、年2回期末手当あり
- 政務活動費の残金は市に返還する義務がある
- 議員年金は2011年（平成23年）6月1日で廃止されている

## 定数の推移
「福井市議会議員定数条例」によって定数が決められている。
- 1983年（昭和58年）4月24日選挙 - 44人→42人
- 1987年（昭和62年）4月26日選挙 - 42人→38人
- 1999年（平成11年）4月25日選挙 - 38人→36人
- 2006年（平成18年）3月5日合併選挙 - 1選挙区36人→4選挙区39人
- 2007年（平成19年）4月22日選挙 - 4選挙区39人→1選挙区36人
- 2011年（平成23年）4月24日選挙 - 36人→32人

## 議会出身者
- 斎木重一（衆議院議員）
- 牧野逸馬（衆議院議員）
- 松井文太郎（衆議院議員）
- 鷲田土三郎（衆議院議員）
- 熊谷三太郎（貴族院議員）
- 熊谷太三郎（参議院議員・10代目官選、初代民選福井市長）
- 松尾伝蔵（陸軍歩兵大佐・二・二六事件）